# Kim thất Colani
Kim thất Colani (danh pháp khoa học: Gynura colaniae) là một loài thực vật có hoa trong họ Cúc. Loài này được Merr. mô tả khoa học đầu tiên năm 1926.